# Instituto Nacional de Cancerología
El Instituto Nacional de Cancerología (INCan, por su acrónimo) es una institución de atención médica, enseñanza e investigación científica perteneciente a la Secretaría de Salud de México cuya especialidad es el tratamiento de distintos tipos de cáncer. Forma parte de los Institutos Nacionales de Salud, un sistema de 13 institutos de investigación en ciencias biomédicas en los que se brindan servicios de salud pública y docencia a la población en general, y destaca entre los mejores de su tipo en Latinoamérica. Se inauguró el 25 de noviembre de 1946, durante el periodo del presidente Manuel Ávila Camacho.

## Pacientes
En este instituto  fallecieron destacadas personas como el escritor Carlos Montemayor, a causa de un cáncer de estómago de tipo adenocarcinoma avanzado, y la artista Rita Guerrero, a causa de un cáncer de mama ductal infiltrante. Es casa de enseñanza para médicos residentes en cancerologia.